# هوهنوارته (زاکسن-آنهالت)
هوهنوارته (به آلمانی: Hohenwarthe) یک منطقهٔ مسکونی در آلمان است که در Möser واقع شده‌است. هوهنوارته ۱٬۴۶۳ نفر جمعیت دارد.